# Bocchi the Rock!
Bocchi the Rock! (ぼっち・ざ・ろっく! Botchi za Rokku!) là một loạt yonkoma manga do Hamaji Aki viết và minh họa. Manga được đăng dài kỳ trên tạp chí seinen manga Manga Time Kirara Max của Houbunsha từ tháng 12 năm 2017. Các chương của manga được biên soạn thành 7 tập tankōbon tính đến tháng 8 năm 2023. Một loạt manga spin-off có tựa đề Bocchi the Rock! Gaiden: Hiroi Kikuri no Fukazake Nikki đã bắt đầu được xuất bản từ tháng 7 năm 2023.
Một bộ anime được sản xuất bởi CloverWorks phát sóng từ tháng 10 đến tháng 12 năm 2022. Mùa thứ 2 của tác phẩm đang trong quá trình sản xuất.

## Nội dung
Một ngày sau khi trở thành học sinh trung học, Hitori gặp Ijichi Nijika, người đang cố tìm kiếm một tay guitar thay thế cho ban nhạc của cô. Hitori là một trong những người có thể chơi trong một ban nhạc mà cô ao ước, nhưng cô không quen biểu diễn trước mặt mọi người nên không thể hiện được đúng khả năng của mình. Tuy nhiên, cùng với các thành viên khác của ban nhạc Kita Ikuyo và Yamada Ryō, cô dần trở nên ổn định nó hơn, và ngoài việc biểu diễn tại các live house, cô cũng tham gia vào lễ hội văn hóa của trường với tư cách là thành viên của "ban nhạc Đoàn kết".
Giữa lúc này, Poison — một nhà báo thấy một đoạn video đăng trên internet về buổi hòa nhạc lễ hội trường học, đã trở thành một chủ đề "hot", và quyết định viết một bài báo về nó. Poison lắng nghe những điểm đặc biệt của màn trình diễn, cho rằng Hitori là "Guitar Hero", và tiết lộ điều đó với mọi người. Trong khi nói rằng kỹ năng của Hitori đủ để trở thành một chuyên gia âm nhạc, các thành viên khác của ban nhạc đoàn kết chỉ ra rằng điều đó không nghiêm trọng, nói rằng họ đang "cố gắng giới thiệu bản thân với ngành công nghiệp âm nhạc".
Nijika và những người khác không thể phủ nhận những nhận xét của Poison, và tự hỏi liệu có phải là điều tốt nếu để Hitori tiếp tục chơi trong một ban nhạc của họ, nhưng Hitori vẫn tiếp tục tham gia lễ hội nhạc rock với Nijika và những người khác. Sau đó, họ thực hiện một MV để thu hút chính mình, giám khảo; biểu diễn trực tiếp trên đường phố và bắt đầu các hoạt động lễ hội.

## Nhân vật

### Ban nhạc Đoàn Kết
Ban nhạc Đoàn Kết (結束バンド Kessoku Bando, n.đ. "dây rút nhựa") là ban nhạc trung tâm của bộ truyện, hoạt động tại Starry, một live house ở Shimokitazawa. Họ của các thành viên trong ban nhạc đều có nguồn gốc từ ban nhạc J-rock ngoài đời thực Asian Kung-Fu Generation, trong đó vai trò của các thành viên trong ban nhạc cũng giống nhau (ví dụ, Yamada của cả hai ban nhạc đều chơi bass). Tuy nhiên, vị trí của hai tay guitar Gotō và Kita đã được hoán đổi: Bocchi đảm nhiệm vai trò guitar chính thay vì guitar đệm như Masafumi, còn Ikuyo thì chơi guitar đệm thay cho vị trí chính của Kensuke.
Gotō Hitori (後藤 ひとり) / Bocchi (ぼっち Botchi)
Lồng tiếng bởi: Aoyama Yoshino

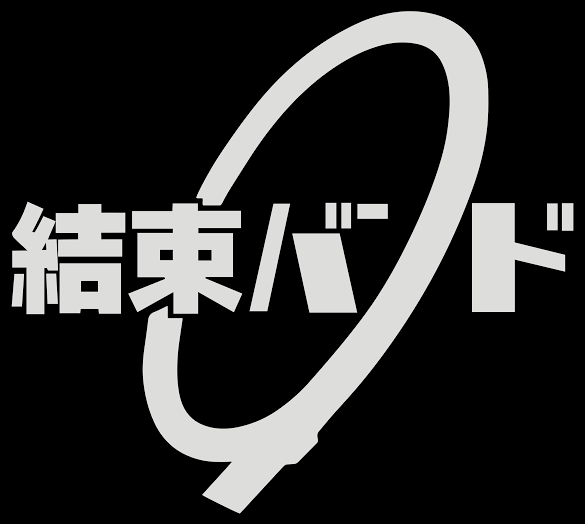
Logo của Ban nhạc Đoàn Kết

Thủ vai bởi: Mamono Mamo (kịch sân khấu)
Nhân vật chính và tay guitar chính của Ban nhạc Đoàn Kết. Cô là một người luôn gặp khó khăn với hầu hết mọi giao tiếp xã hội. Sau khi được truyền cảm hứng từ bố mình, cô bắt đầu học chơi guitar vào năm nhất trung học cơ sở, với suy nghĩ rằng điều đó sẽ giúp mình trong việc kết bạn. Tuy vậy, dù đã thành thục kỹ năng chơi guitar và có một lượng fan nho nhỏ trên mạng (với biệt danh "guitarhero") , cô vẫn không thể kết bạn một cách dễ dàng cho tới khi bị buộc gia nhập Ban nhạc Đoàn Kết. Kể từ đó, Hitori đã có được một vài người bạn và đang tiếp tục học cách giao tiếp với người khác. Cô thường xuyên được trông thấy trong bộ tracksuit màu hồng mà cô thậm chí còn mặc choàng lên cả bộ đồng phục ở trường. Họ của cô bắt nguồn từ Gotō Masafumi. Biệt danh Bocchi của cô xuất phát từ hitoribocchi (一人ぼっち), một thuật ngữ để chỉ sự cô đơn. Cô sử dụng một chiếc guitar điện Gibson Les Paul Custom màu Ebony, sau đó mua thêm một chiếc Yamaha Pacifica màu Transluscent Black.
Ijichi Nijika (伊地知 虹夏)
Lồng tiếng bởi: Suzushiro Sayumi
Thủ vai bởi: Ohtake Miki (kịch sân khấu)
Tay trống và thủ lĩnh của Ban nhạc Đoàn Kết. Chị gái của cô, Seika, chính là quản lý của live house Starry, nơi mà ban nhạc hoạt động và thường xuyên biểu diễn. Nijika rất ngưỡng mộ Seika, bởi cả hai đều đã mất mẹ từ khi còn trẻ còn bố họ cũng đã biến mất. Cô rất tốt bụng, vui vẻ, thân thiện và hoạt bát, là người gắn kết các thành viên trong ban nhạc và cũng là người giúp đỡ Bocchi nhiều nhất trước nỗi sợ giao tiếp của mình. Họ của cô bắt nguồn từ Ijichi Kiyoshi. Cô chơi một dàn trống Tama Imperialstar màu Vintage Red.
Yamada Ryō (山田 リョウ)
Lồng tiếng bởi: Mizuno Saku
Thủ vai bởi: Osanai Karin (kịch sân khấu)
Tay bass của Ban nhạc Đoàn Kết, với tính cách lạnh lùng, trầm lặng và tinh quái. Cô sở hữu phong thái sành điệu và vẻ đẹp phi giới tính đôi lúc còn vô tình thu hút cả những cô gái khác (trong đó có Kita). Cô thường xuyên dành hết số tiền tiêu vặt mà gia đình cho để mua nhạc cụ mới, nên thường xuyên rơi vào tình cảnh không có tiền cho những mục đích khác, thậm chí tới mức độ phải ăn cỏ khi không đủ tiền mua đồ ăn. Sau khi bất đồng với ban nhạc cũ vì phong cách âm nhạc thiếu cá tính, Ryō được Nijika thuyết phục cùng nhau lập ban nhạc mới. Họ của cô bắt nguồn từ Yamada Takahiro. Cô chơi một cây bass "Fender Precision" màu Olympic White.
Kita Ikuyo (喜多 郁代)
Lồng tiếng bởi: Hasegawa Ikumi
Thủ vai bởi: Ohmori Mirai (kịch sân khấu)
Giọng ca chính và tay guitar đệm của Ban nhạc Đoàn Kết. Cô học cùng trường với Hitori nhưng có tính cách hoàn toàn trái ngược: một người hướng ngoại vui vẻ, đầy lôi cuốn, với đời sống xã hội rất sôi động, tới mức đôi khi xung quanh cô tỏa ra một vầng hào quang khó có thể chống lại được. Ban đầu cô gia nhập Ban nhạc Đoàn Kết là để tiếp cận Ryō, người mà cô đem lòng yêu mến, nhưng sau đó đã bỏ trốn vì không biết chơi guitar. Với sự giúp đỡ của Bocchi, cô đã cố gắng trở thành một tay guitar khá ổn và sớm đảm nhận vai trò chơi guitar phụ và hát chính trong ban nhạc. Cô tự gọi mình là Kita Kita vì rất ghét tên thật của mình, và mỗi khi bàn về chủ đề này là cô lại rơi vào trạng thái mất bình tĩnh giống như Bocchi. Họ của cô bắt nguồn từ Kita Kensuke. Cô chơi một chiếc guitar điện Gibson Les Paul Junior Doublecut màu Pelham Blue.

### Sick Hack
Sick Hack là một ban nhạc psychedelic rock hoạt động tại Folt, một live house ở Shinjuku. Các thành viên đều có chung họ với những thành viên trong ban nhạc 88Kasyo Junrei ngoài đời thực.
Hiroi Kikuri (廣井 きくり)
Lồng tiếng bởi: Senbongi Sayaka
Tay bass và giọng ca chính của Sick Hack. Cô là một kẻ nghiện rượu, dành hầu hết tiền để mua rượu sake hộp Onikoroshi, gọi cây guitar bass của mình là "Shuten-dōji EX." Cô từng là hậu bối của Seika thời còn học đại học. Cô đồng cảm với Hitori vì cũng từng có chung quá khứ ẩn dật. Họ của cô bắt nguồn từ Margaret Hiroi.
Shimizu Eliza (清水 イライザ Shimizu Iraiza)
Lồng tiếng bởi: Sally Amaki
Tay guitar tới từ nước Anh của Sick Hack. Cô tới Nhật Bản với dự định tham dự hội chợ Comiket và gia nhập một ban nhạc cover bài hát anime. Họ của cô bắt nguồn từ Katzuya Shimizu.
Iwashita Shima (岩下 志麻)
Lồng tiếng bởi: Kawase Maki
Tay trống của Sick Hack.

### Sideros
Sideros là một ban nhạc metal hoạt động tại Folt. Các thành viên có chung họ với những thành viên trong ban nhạc Kinniku Shōjo Tai ngoài đời thực.
Ōtsuki Yoyoko (大槻 ヨヨコ)
Tay guitar và hát chính của Sideros. Họ của cô bắt nguồn từ Ōtsuki Kenji.
Hasegawa Akubi (長谷川 あくび)
Tay trống của Sideros. Họ của cô bắt nguồn từ Hasegawa Kōji.
Honjō Fūko (本城 楓子)
Tay guitar của Sideros. Họ của cô bắt nguồn từ Honjō Toshiaki.
Uchida Yuyu (内田 幽々)
Tay bass của Sideros. Họ của cô bắt nguồn từ Uchida Yūichirō.

### Các nhân vật liên quan tới âm nhạc khác
Ijichi Seika (伊地知 星歌)
Lồng tiếng bởi: Uchida Maaya
Chị gái của Nijika và quản lý của Starry. Chuyên nghiệp, nghiêm túc và lạnh lùng nhưng cũng có lúc mềm mỏng, cô được Nijika mô tả là một tsundere.
PA-san (PAさん)
Lồng tiếng bởi: Koiwai Kotori
Người phụ trách hệ thống âm thanh giấu tên của Starry. Trái với vẻ ngoài phong cách goth đáng sợ của mình, cô là người có tính cách ân cần.
Yoshida Ginjirō (吉田 銀次郎)
Quản lý của Folt.
Poison Yami (ぽいずん♡やみ Poizun Yami)
Một cây viết tự do đóng góp cho các trang web thông tin âm nhạc.
Shiba Miyako (司馬 都)
Quản lý của hãng đĩa Stray Beat, chịu trách nhiệm quản lý Ban nhạc Đoàn Kết.
Fan số 1 và số 2 của Ban nhạc Đoàn Kết (結束バンドのファン1号・2号)
Lồng tiếng bởi: Ichinose Kana (Số 1), Shimabukuro Miyuri (Số 2)
Hai cô gái mua vé xem đêm nhạc của Ban nhạc Đoàn Kết sau khi được nghe màn biểu diễn đường phố bất chợt của Bocchi ở Kanazawa, Yokohama. Kể từ sau đó, họ còn tham dự một số buỗi diễn khác của Ban nhạc Đoàn Kết. Tác phẩm không cho biết tên của họ; cô gái tóc dài được gọi là Số 1, còn cô gái tóc ngắn được gọi là Số 2. Họ là sinh viên khoa điện ảnh của một trường đại học nghệ thuật, và Ban nhạc Đoàn Kết đã nhờ họ trợ giúp quay video âm nhạc.

### Gia đình Gotō
Gotō Michiyo (後藤 美智代)
Lồng tiếng bởi: Suegara Rie
Mẹ của Hitori.
Gotō Naoki (後藤 直樹)
Lồng tiếng bởi: Majima Junji
Bố của Hitori, người chưa từng lộ diện hoàn toàn khuôn mặt trong tác phẩm. Cây guitar đầu tiên của Hitori ban đầu là của anh.
Gotō Futari (後藤 ふたり)
Lồng tiếng bởi: Watada Misaki
Em gái của Hitori.
JimiHen (ジミヘン)
Lồng tiếng bởi: Koiwai Kotori
Chú chó nuôi của gia đình, được đặt tên theo Jimi Hendrix.

## Truyền thông

### Manga

#### Loạt truyện chính
Bocchi the Rock! được viết và minh họa bởi Hamaji Aki. Bộ truyện ban đầu được đăng tải trên tạp chí Manga Time Kirara Max của nhà xuất bản Houbunsha vào ngày 19 tháng 12 năm 2017 dưới dạng tác phẩm khách mời. Truyện bắt đầu được đăng dài kỳ đầy đủ cũng trên tạp chí này vào ngày 19 tháng 3 năm 2018. Truyện đã được tổng hợp thành 7 tập tankōbon tính tới ngày 25 tháng 10 năm 2024.
Tại Sakura-Con 2023, Yen Press công bố đã mua bản quyền phát hành tiếng Anh cho bộ manga này. Tập đầu tiên được phát hành vào ngày 17 tháng 10 năm 2023.
Manga cũng được dịch và xuất bản bằng tiếng Hàn bởi Daewon C.I, tiếng Trung phồn thể bởi Nhà xuất bản Đông Lập, tiếng Việt bởi Nhà xuất bản Kim Đồng, tiếng Pháp bởi Meian, tiếng Ý bởi Ishi Publishing, tiếng Tây Ban Nha tại Argentina và Tây Ban Nha bởi Ivrea, tiếng Ukraina bởi Mal'opus, và tiếng Indonesia bởi M&C!.
| #                                                                                            | Phát hành tiếng Nhật | Phát hành tiếng Nhật | Phát hành tiếng Việt | Phát hành tiếng Việt |
| #                                                                                            | Ngày phát hành       | ISBN                 | Ngày phát hành       | ISBN                 |
| -------------------------------------------------------------------------------------------- | -------------------- | -------------------- | -------------------- | -------------------- |
| 1                                                                                            | 27 tháng 2 năm 2019  | 978-4-8322-7072-5    | 11 tháng 3 năm 2024  | 978-604-2-33867-7    |
| 2                                                                                            | 27 tháng 2 năm 2020  | 978-4-8322-7170-8    | 15 tháng 4 năm 2024  | 978-604-2-37577-1    |
| 3                                                                                            | 25 tháng 2 năm 2021  | 978-4-8322-7252-1    | 20 tháng 5 năm 2024  | 978-604-2-37578-8    |
| 4                                                                                            | 26 tháng 8 năm 2022  | 978-4-8322-7388-7    | 17 tháng 6 năm 2024  | 978-604-2-37579-5    |
| 5                                                                                            | 26 tháng 11 năm 2022 | 978-4-8322-7419-8    | 15 tháng 7 năm 2024  | 978-604-2-37580-1    |
| 6                                                                                            | 25 tháng 8 năm 2023  | 978-4-8322-7477-8    |                      |                      |
| 7                                                                                            | 25 tháng 10 năm 2024 | 978-4-8322-9581-0    |                      |                      |
| Mã ISBN tiếng Việt được lấy từ Cục Xuất bản, In và Phát hành - Bộ thông tin và truyền thông. |                      |                      |                      |                      |

#### Spin-off
Một bộ truyện tranh tuyển tập spin-off cũng đang được phát hành, với tập đầu tiên được xuất bản ngày 27 tháng 10 năm 2022 và tập thứ hai vào ngày 25 tháng 8 năm 2023.
Một loạt manga spin-off do Kumichou minh họa có tựa đề Bocchi the Rock! Gaiden: Hiroi Kikuri no Fukazake Nikki (ぼっち・ざ・ろっく！外伝　廣井きくりの深酒日記) đã được bắt đầu đăng dài kỳ trên trang web Comic Fuz của Houbunsha vào ngày 9 tháng 7 năm 2023. Bộ truyện có nội dung xoay quanh nhân vật Hiroi Kikuri. Tập đầu tiên của loạt spin-off được phát hành vật lý vào ngày 1 tháng 2 năm 2024, sau khi được phát hành sớm ở định dạng kỹ thuật số vào ngày 25 tháng 1 cùng năm.
| # | Ngày phát hành       | ISBN              |
| - | -------------------- | ----------------- |
| 1 | 1 tháng 2 năm 2024   | 978-4-8322-0365-5 |
| 2 | 1 tháng 4 năm 2024   | 978-4-8322-0387-7 |
| 3 | 25 tháng 10 năm 2024 | 978-4-8322-0449-2 |

### Anime
Một bộ anime truyền hình chuyển thể từ manga đã được công bố vào ngày 18 tháng 2 năm 2021. Anime do CloverWorks sản xuất và Saitō Keiichirō đạo diễn, Yamamoto Yūsuke làm trợ lý đạo diễn, Yoshida Erika viết kịch bản cho bộ anime, Kerorira thiết kế nhân vật, và Kikuya Tomoki soạn nhạc. Bộ phim được phát sóng từ ngày 9 tháng 10 năm 2022, trên Tokyo MX và các kênh truyền hình khác. Ban nhạc Đoàn kết thể hiện bài hát chủ đề mở đầu "Seishun Complex" (青春コンプレックス) cũng như bài hát chủ đề kết thúc "Distortion!!". Crunchyroll sở hữu bản quyền bộ anime ngoài lãnh thổ châu Á. Plus Media Networks Asia cấp phép phim tại khu vực Đông Nam Á và phát sóng trên Aniplus Asia và Bilibili. Một số web series với sự xuất hiện của dàn diễn viên lồng tiếng cũng được sản xuất song song để quảng bá cho anime.
Một bộ phim tổng hợp lại loạt anime đã được công bố vào ngày 21 tháng 5 năm 2023. Bộ phim được chia làm hai phần. Vào tháng 11 năm 2023, thông tin chính thức đã tiết lộ hai phần phim sẽ mang tựa đề lần lượt là "Re:" và "Re:Re:". Hai phần phim lần lượt được khởi chiếu vào các ngày 7 tháng 6 và 9 tháng 8. Ban nhạc Đoàn Kết thể hiện bài hát chủ đề "Tsukinami ni Kagayake" (月並みに輝け Shine as Usual). Bộ phim hiện đã được công chiếu tại Bắc Mỹ (Hoa Kỳ, Canada và Mexico), Pháp, Anh Quốc và Úc bởi Crunchyroll, tại Hàn Quốc bởi Daewon Media, tại Đài Loan, Hồng Kông và Ma Cao bởi Mighty Media và tại Đông Nam Á (Philippines, Campuchia, Lào, Malaysia, Singapore, Indonesia, Việt Nam và Thái Lan) bởi Odex.

### Trò chơi
Các nhân vật chính trong tác phẩm đã được bổ sung vào trò chơi nhập vai Kirara Fantasia của Manga Time Kirara ngay sau khi tập anime đầu tiên được phát sóng. Tất cả các nhân vật đều được lồng tiếng bởi các diễn viên lồng tiếng như trong anime.
Các nhân vật trong truyện cũng được xuất hiện trong trò chơi di động chiến lược nhập vai Kotodaman từ ngày 30 tháng 4 đến 10 tháng 5 năm 2024.

### Kịch sân khấu
Một vở kịch sân khấu chuyển thể tại Nhà hát Milano-Za ở với tựa đề Live Stage "Bocchi the Rock!" đã được công diễn từ ngày 11-20 tháng 8 năm 2023. Vở diễn được biên kịch và chỉ đạo bởi Yamazaki Akira. Dàn diễn viên bao gồm Mamono Mamo trong vai Gotō Hitori, Ohtake Miki trong vai as Ijichi Nijika, Osanai Karin as Yamada Ryō, và Ohmori Mirai trong vai Kita Ikuyo. Đĩa Blu-ray và DVD của vở kịch đã được phát hành vào ngày 28 tháng 2 năm 2024.
Một buổi tái diễn vở kịch với tựa đề Part I Starry và phần tiếp theo có tựa đề Part II Shuka Festival được dự kiến diễn ra tại Nhà hát Milano-Za ở Tokyo từ ngày 7-23 tháng 9 năm 2024. Tuy nhiên, do điều kiện sức khỏe của một trong số các diễn viên, các buổi tái diễn từ ngày 7-9 tháng 9 đã bị hủy bỏ, phần tiếp theo được biểu diễn từ ngày 14-23 tháng 9. Bản Blu-ray và DVD của hai vở diễn này được dự kiến phát hành 26 tháng 3 năm 2025.